# Вестенрик, Александр Иванович
Александр Иванович Вестенрик (5 марта 1844 — 15 июля 1906, Ченстохова, Царство Польское) — генерал-лейтенант, участник подавления польского восстания 1863, начальник 3-го округа пограничной стражи в Одессе.

## Биография
Получив образование во 2-й Петербургской классической гимназии и Константиновском военном училище, он 8 августа 1863 года вступил на службу подпоручиком в Санкт-Петербургский Вильгельма III полк. Затем 8 июля 1866 года был прикомандирован к лейб-гвардейскому полку, в который и перевелся спустя четыре месяца.
В декабре 1875 года он был командирован в специальную комиссию по разработке принципов голубиной почты. В сентябре 1876 года уже в звании генерала назначен заведующим голубиной почты, а в 1877 году в Варшаве он издал книгу «Почтовый голубь».
После перевода на пограничную службу генерал Вестенрик стал быстро продвигаться по службе. 20 января 1889 года был удостоен особого Монаршего Благоволения, объявленного в Высочайшем приказе по пограничной страже. В 1889—1892 гг — командир 9-й Ломжинской пограничной бригады ОКПС. Последние годы жизни генерал состоял начальником 3-го округа пограничной стражи в Одессе. В 1906 году после смерти генерала Урусова он получил назначение заведовать 3 округом Варшавской пограничной стражи.
14 июля 1906 года он с графом Цукато и полковником Брезицким отправился в Хербы, однако из-за плохих лошадей[прояснить] опоздал на поезд. В Варшаву они выехали утром 15 июля: в этот же вагон сели и террористы. После того, как поезд тронулся, террористы стали расстреливать всех, кто находился в вагоне. Генерал был убит выстрелами в спину, шею и живот, граф Цукато тоже был убит. Полковник Брезицкий был ранен в руку. по данным расследования полиции, за нападением стояла Польская социалистическая партия.
Генерал был похоронен 18 июля в Варшаве на лютеранском кладбище Варшавы в фамильном склепе. Хоронили Александра Ивановича с воинскими почестями. Масса военных провожала любимого и уважаемого генерала. Могилу украшало множество возложенных венков, на одном из них было написано «Верному долгу и присяге от русских людей».

«В соборе вчера была панихида по убитом в поезде бывшем начальнике 5-го округа ОКПС генерал-лейтенанте А. П. Вестенрике. Присутствовали офицеры штаба и бригады пограничной стражи во главе с новым начальником 5-го округа генерал-майором Чеховичем и командиром бригады генерал-майором Будкевичем. Вдове генерала Вестенрика отправлена от офицеров штаба и бригады Округа Пограничной Стражи в Варшаву телеграмма с выражением соболезнования и просьбой возложить от их имени венок на гроб покойного».

Вестенринк перевел с немецкого книгу Освальда Фридриха «Легавая собака: Полное руководство к разведению, содержанию, лечению и дрессировке собак по новому способу без побоев», а также с французского книгу Жана Рамбоссона «Материнское воспитание, основанное на законах природы».